# 1944 w polityce

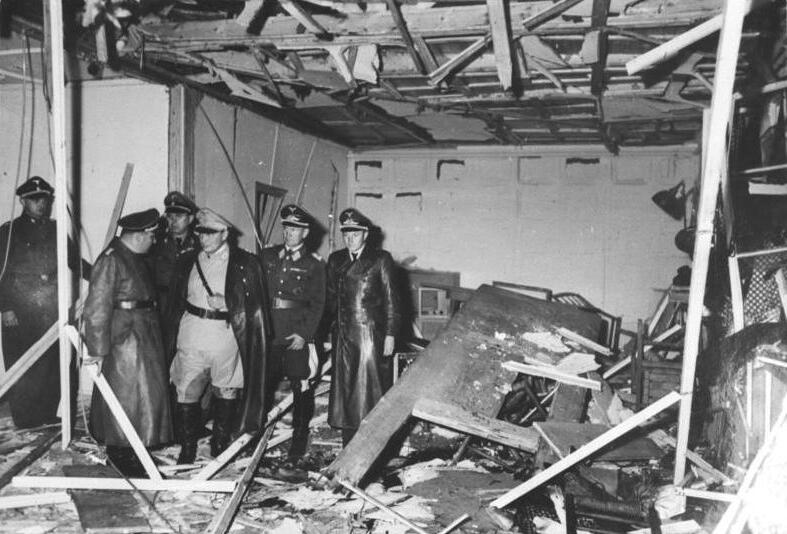
Zniszczona sala konferencyjna w Wilczym Szańcu

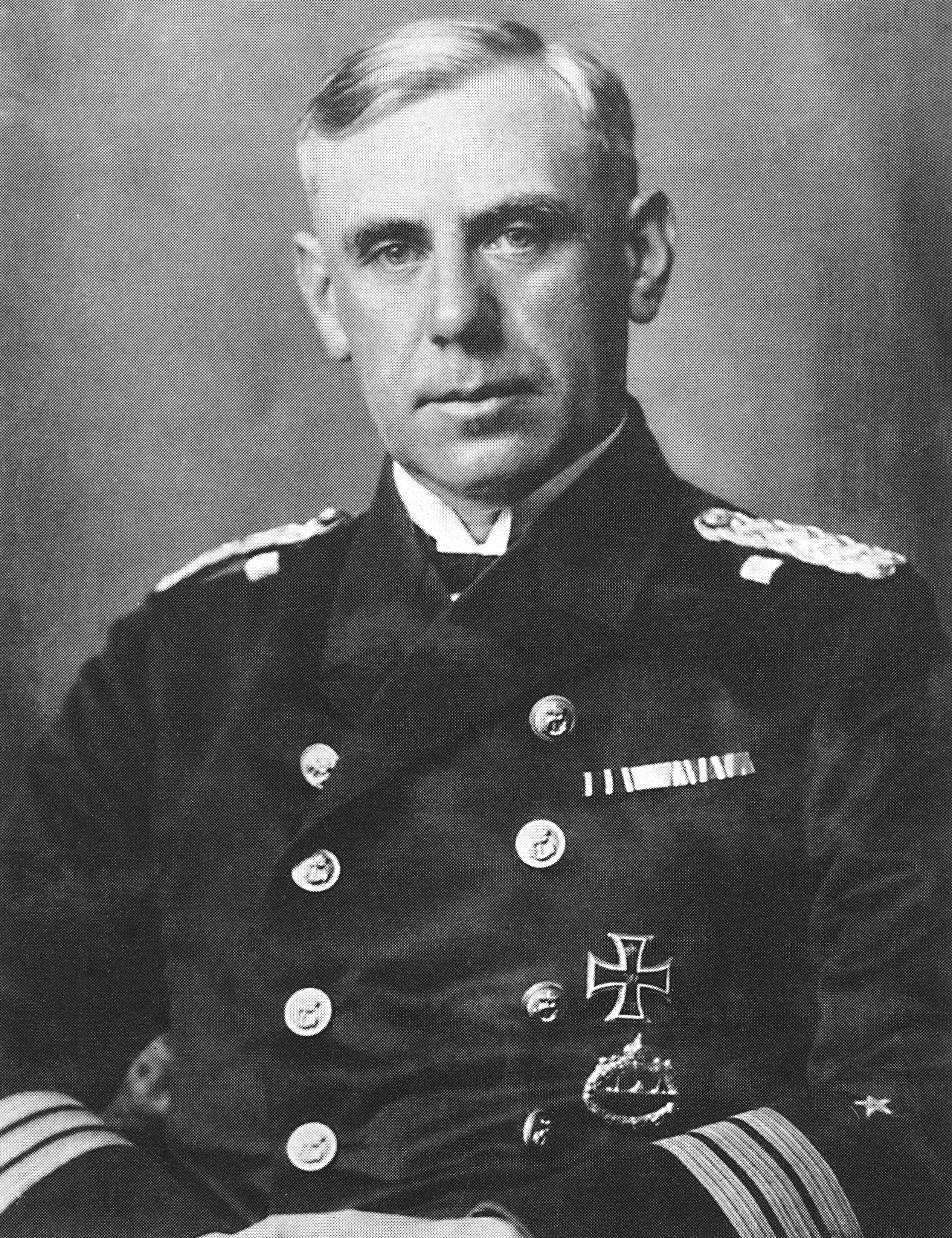
Admirał Wilhelm Canaris

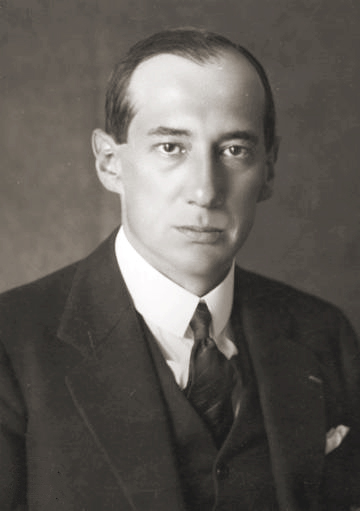
Józef Beck

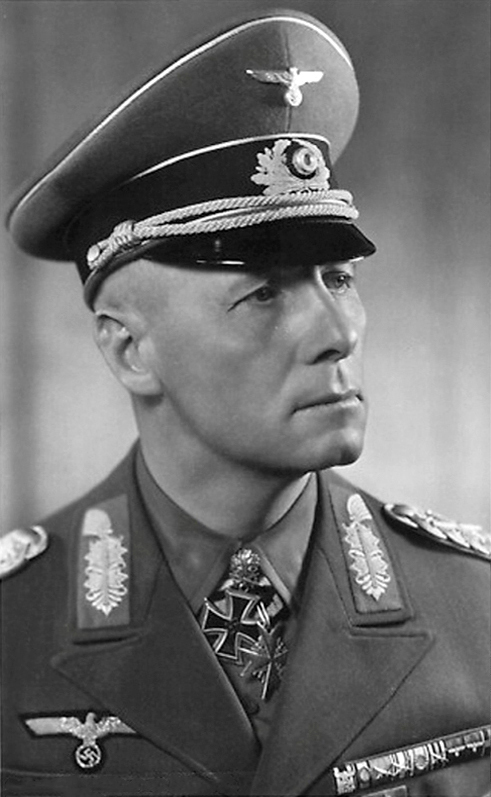
Erwin Rommel, feldamrszałek

Wydarzenia polityczne w 1944 roku.

## Styczeń
- 1 stycznia – Krajowa Rada Narodowa powołała do życia Armię Ludową. Na jej czele stanął Michał Rola-Żymierski[1].

## Luty
- 1 lutego – miał miejsce zamach na Franza Kutscherę, dowódcę SS i Policji na dystrykt warszawski[2].
- 9 lutego – powołano do życia Radę Jedności Narodowej[3].
- 12 lutego – Wilhelm Canaris został zdymisjonowany przez Adolfa Hitlera[4].
- 20 lutego – Iwan Koniew[5] został mianowany marszałkiem Związku Radzieckiego.
- 29 lutego: 
  - AK przeprowadziła nieudany zamach na Hansa Franka[3].
  - zmarł Pehr Evind Svinhufvud, prezydent Finlandii[6].

## Kwiecień
- 23 kwietnia – urodził się Jerzy Bahr, polski dyplomata, ambasador RP w Rosji w latach 2006–2010[7].

## Czerwiec
- 5 czerwca – zmarł Józef Beck, minister spraw zagranicznych[8].
- 6 czerwca – desant Aliantów w Normandii, będący początkiem utworzenia drugiego frontu w Europie[9].

## Lipiec
- 20 lipca:
  - nieudany zamach na życie Adolfa Hitlera w Wilczym Szańcu pod Kętrzynem dokonany przez pułkownika Clausa von Stauffenberga[10];
  - w Moskwie powstał Polski Komitet Wyzwolenia Narodowego, tymczasowy organ władzy w Polsce, zależny całkowicie od ZSRR[11].
- 22 lipca – w Chełmie opublikowano manifest PKWN, który głosił, że jedyną legalną tymczasową władzą wykonawczą w Polsce jest PKWN[1].
- 26 lipca – zmarła Małgorzata Fornalska, działaczka komunistyczna[12].

## Sierpień
- 1 sierpnia – wybuchło Powstanie warszawskie[13].
- 23 sierpnia – Rumunia przeszła na stronę aliantów[1].

## Wrzesień
- 16 września – zmarł Gustav Bauer, kanclerz Niemiec[14].

## Październik
- 2 października – kapitulacja powstania warszawskiego[13].
- 14 października – zmarł Erwin Rommel, niemiecki feldmarszałek[15][16].
- 30 października – PKWN wydał dekret o obronie państwa, który przewidywał karę śmierci nawet za niezłożenie donosu o przestępstwie[1].
- Pokojową Nagrodę Nobla otrzymał Międzynarodowy Komitet Czerwonego Krzyża[1].

## Listopad
- 7 listopada – Franklin Delano Roosevelt został po raz czwarty prezydentem Stanów Zjednoczonych. Wiceprezydentem został Harry Truman[1].

## Grudzień
- 21 grudnia – Leopold Okulicki został dowódcą naczelnym Armii Krajowej[17].
- 31 grudnia – powołano niezależny od rządu RP na uchodźstwie – Rząd Tymczasowy Rzeczypospolitej Polskiej z premierem Edwardem Osóbką-Morawskim na czele[1].